# Ernst Jean-Joseph
Ernst Jean-Joseph   (Cap-Haïtien, 11 de juny de 1948 - 14 d'agost de 2020) fou un futbolista haitià de la dècada de 1970.
Fou 14 cops internacional amb la selecció d'Haití amb la qual participà en la Copa del Món de futbol de 1974.
Pel que fa a clubs, destacà a Violette A.C. i Chicago Sting.